# Trichodezia mirabilis
Trichodezia mirabilis là một loài bướm đêm trong họ Geometridae.